# Ataque da OTAN no Paquistão em 2011
O ataque da OTAN em 2011 no Paquistão (também conhecido como incidente de Salala, ataque de Salala ou ataques de 26 de novembro), foi uma escaramuça fronteiriça que ocorreu quando as forças da OTAN, lideradas pelos Estados Unidos, entraram em confronto com as forças de segurança paquistanesas em dois postos militares paquistaneses ao longo da fronteira Afeganistão-Paquistão em um sábado, 26 de novembro de 2011. Dois helicópteros Apache da OTAN uma aeronave AC-130 e dois caças de combate F-15E Eagle entraram, com estimativas variando de 200 metros (660 pés) a até 2,5 quilômetros (1,6 milhas), na área fronteiriça paquistanesa de Salala (na subdivisão de Baizai da Agência Mohmand, Território Federal das Áreas Tribais) às duas da manhã, hora local. As aeronaves vieram do outro lado da fronteira no Afeganistão e abriram fogo em dois postos de controle da patrulha de fronteira, matando 28 soldados paquistaneses e ferindo 12 outros. Os dois postos de verificação do Exército do Paquistão possuíam os codinomes "Boulder" e "Volcano", respectivamente. Este ataque resultou em uma deterioração das relações entre Paquistão e os Estados Unidos. O público paquistanês reagiu com protestos em todo o país e o governo tomou medidas que afetaram adversamente a estratégia de saída dos Estados Unidos do Afeganistão, incluindo a evacuação do Aeródromo de Shamsi e o encerramento da linha de abastecimento da OTAN.
Em 3 de julho de 2012, a secretária de Estado dos Estados Unidos Hillary Clinton, pediu desculpas oficialmente pelas perdas sofridas pelos militares paquistaneses. Posteriormente, o Paquistão restaurou as rotas de abastecimento da OTAN.